# Beatyfikowani i kanonizowani w 2006 roku
W 2006 roku wyniesiono na ołtarze 15 osób i 4 świętych kościoła katolickiego.

## Święci i błogosławieni
18 marca
- Bł. Eliasza od św. Klemensa Fracasso

30 kwietnia
- Bł. Alojzy Biraghi
- Bł. Alojzy Monza
- Bł. Augustyn Thevarparampil

13 maja
- Bł. Maria Teresa Tauscher

14 maja
- Bł. Maria Grazia Tarallo

28 maja
- Bł. Rita Amada Lopes de Almeida

15 czerwca
- Bł. Eustachy van Lieshout

17 września
- Bł. Mojżesz Tovini
- Bł. Sára Salkaházi

8 października
- Bł. Maria Teresa Scrilli

15 października
- Św. Teodora Guérin
- Św. Rafał Guízar Valencia
- Św. Filip Smaldone
- Św. Róża Venerini

22 października
- Bł. Margarita María López de Maturana Ortiz de Zárate
- Bł. Paweł Józef Nardini

5 listopada
- Bł. Marian de la Mata Aparício

3 grudnia
- Bł. Eufrazja Eluvathingal